# مونکا بیسوردی
مونکا بیسوردی (به انگلیسی: Monica Bisordi) ژیمناست زادهٔ ۲۱ اکتبر ۱۹۸۲ میلادی اهل کشور ایالات متحده آمریکا است.